# Pensador Profundo
O Pensador Profundo (em inglês, Deep Thought) foi mencionado primeiramente no livro O Guia do Mochileiro das Galáxias e foi o gerador de toda a confusão que envolveu os cinco livros da "trilogia".[carece de fontes?] O Pensador Profundo é um computador projetado para calcular a resposta para vida, o universo e tudo mais. E essa resposta é quarenta e dois.

## Confusão
Após 7,5 milhões de anos, o Pensador Profundo calcula a resposta da vida, do universo e tudo mais: 42.
Indignados, os seres hiperinteligentes dizem que essa não era a resposta da pergunta. O computador retruca que eles próprios não sabiam qual era pergunta, afirmando em seguida que a resposta em si (42), só poderia ser entendida quando soubessem a pergunta.

## Sucessor
O Pensador Profundo dá aos seres hiperinteligentes cálculos de como fazer o único computador capaz de encontrar a pergunta para a resposta 42. Esse computador seria tão grande e fenomenal que seria até confundido como um planeta. E a esse computador chamariam de Terra, a qual levaria 10 milhões de anos para completar seus objetivos.

## O Falso Apocalipse
A Terra é destruída cinco minutos antes de completar o programa de computador projetado pelo Pensador Profundo, pelos vogons, supostamente para a construção de uma via intergaláctica. Os únicos sobreviventes são Arthur Dent, Ford Prefect (que não era natural da Terra) e Tricia Macmillian, que havia saído antes do planeta. No entanto, a destruição da terra foi encomendada por um conselho de psicólogos e filósofos dispostos a proteger o universo da descoberta da pergunta fundamental, mantendo assim seu emprego.

## Dados Gerais sobre o Pensador Profundo
- Localização: o planeta fica em uma dimensão que pode ser acessada pelo planeta Magrathea;[P 1]
- Construção: Nativos do planeta(que seu nome não é mencionado no livro) que fica na outra dimensão que pode ser acessado pelo planeta Magrathea, seres pandimensionais hiperinteligentes, posteriormente transformados em ratos para operar o computador que calcularia a pergunta fundamental;
- Resposta da Vida, o Universo e Tudo Mais: 42;

## O QueO Guiadiz Sobre Ele
| “ | Há muito tempo, num planeta desconhecido em outra dimensão, uma raça de seres hiperdimensionais ficou de tão saco cheio de tentar achar a resposta para o Vida, o Universo e Tudo Mais, que resolveu construir um super computador capaz de calcular uma resposta definitiva para essa pergunta. E a esse computador chamaram de Pensador Profundo. 7,5 milhões de anos depois, o Pensador afirma que a resposta é 42, mas que eles ainda não conheciam a pergunta e afirma que deveria ser construído um mega-computador que seria capaz de calcular a pergunta. E a esse mega-computador eles deveriam chamar de Terra que seria tão grande que eles teriam que operar ele de dentro em forma de ratos hiperinteligentes, e muitos confundiram esse computador com um planeta. Infelizmente, a Terra foi destruída cinco minutos antes de calcular a pergunta pelos vogon. Felizmente, a Terra foi destruída levando a horrível poesia de uma moradora de Essex, Inglaterra. | ” |

## Impacto cultural
- O computador para jogar xadrez desenvolvido pela IBM em 1985, chamado inicialmente Chip Test, foi redenominado Deep Thought em homenagem ao computador fictício. Deep Thought perdeu duas partidas para Gary Kasparov em 1989, mas o computador foi aperfeiçoado, dando origem em 1993 ao Deep Blue (que combinava os nomes do Deep Thought com Big Blue, um apelido para a IBM). Kasparov derrotou Deep Blue por 4-2 em 1996, porém em um segundo match, em 1997, foi derrotado por 2,5 x 3,5.[2]
- O programa de computador Eureqa, projetado para interpretar dados matemáticos brutos, foi colocado para resolver o problema do pêndulo, e perguntado pelos pesquisadores Hod Lipston e Michael Schmidt sobre quantos eram os invariantes do sistema. A resposta foi 42.[1]